# Альтонська обсерваторія
Альтонська обсерваторія (нім. Sternwarte Altona) — колишня астрономічна обсерваторія в Альтоні (тепер район Гамбурга), яка працювала у 1823—1871 роках.
Була заснована в 1823 році Генріхом Крістіаном Шумахером для вимірювання довжини дуги земного меридіана. Розміщувалась у приватному будинку та на садовій ділянці за ним на схилі Ельби. Тут Шумахер видавав журнал Astronomische Nachrichten, який з часом перетворився на один із провідних астрономічних журналів. Невдовзі після того, як Альтона перейшла від Данії до складу Німеччини, обсерваторія закрилась (1871) і переїхала до Кіля (1874), утворивши Кільську обсерваторію.

## Заснування й вимірювання Землі
Коли в 1815 році до Копенгагенської обсерваторії приїхав Генріх Крістіан Шумахер, він ініціював масштабне вимірювання дуги меридіана в Ютландії від Скагена до Лауенбурга. Щоб поєднати данські вимірювання з європейськими, Шумахер залучив Карла Фрідріха Гаусса з Геттінгену до участі в Ютландському проєкті з його Ганноверськими вимірюваннями. Щоб з'єднати обидві вимірювальні мережі, потрібна була фундаментальна станція в Альтоні.
У 1821 році Шумахер придбав бароковий будинок в Альтоні, яка на той час ще була під владою Данії. На садовій ділянці він влаштував обсерваторію, яка в першу чергу мала служити для точного визначення місця розташування. Садова ділянка круто спускалася до Ельби. З еркерів будинку було видно кілька точок геодезичної мережі, а також вежу гамбурзької церкви Святого Михайла. Друг Шумахера Йоганн Георг Репсольд встановив у саду меридіанний круг. У 1824 році різницю астрономічної довготи між Альтоною та Гринвіцькою обсерваторією визначили за допомогою подорожі з хронометром, встановивши таким чином Альтонський меридіан.
У 1823 році, за пропозицією данського прем'єр-міністра Йогана Cігізмунда фон Местінга, Шумахер почав видавати журнал Astronomische Nachrichten – один із перших наукових журналів у галузі астрономії. Завдяки роботам таких видатних астрономів, як Карл Фрідріх Гаус, Фрідріх Бессель і Вільям Гершель, цей журнал став рупором астрономічної спільноти. Журнал виходить донині й залишається впливовим астрономічним журналом.
Під час Першої шлезвізької війни в 1848 році будинок датського чиновника-рояліста Шумахера оточили солдати. Шумахер потрапив під домашній арешт і помер наприкінці 1850 року.

## Переїзд обсерваторії до Кіля
Одразу після смерті Шумахера Департамент фінансів у Кілі мав намір закрити обсерваторію. Кільський університет планував заснувати кафедру астрономії та створити для неї обсерваторію. Крім того, поруч була розташована Гамбурзька обсерваторія. Також в Альтоні були працювали фабрики, дим яких ускладнював спостереження. Через брак грошей обсерваторія мусила продати частину обладнання довелося продати, зокрема, університетам Копенгагена, Кіля та флоту. Бібліотека дісталася берлінському торговцю антикварними книгами. Деякі книги згодом були викуплені назад.
Керівництво обсерваторією на тимчасовій основі взяв на себе давній колега Шумахера Адольф Корнеліус Петерсен. Проте йому не вистачало світської витонченості та знання мов Шумахера. Щоб оцінювати статті, які надходили до Astronomische Nachrichten від астрономів з усього світу, Петерсену спочатку довелося брати мовні уроки. Петерсен помер у 1854 році.
Датська комісія нарешті вирішила, що Альтонська обсерваторія мусить на деякий час продовжити працювати. Останнім директором у 1854 році став Крістіан Август Фрідріх Петерс, який раніше працював у Гамбурзькій, Пулковській та Кенігсберзькій обсерваторіях. Продовжували виходити «Astronomische Nachrichten», однак їхня якість значно погіршилася. Петерс відчував огиду до російських астрономів і посварився з кількома своїми німецькими колегами. Астрономи стали звинувачувати «Astronomische Nachrichten» в упередженості, і багато авторів стали оминати цей журнал.
Через Другу шлезвізьку війну обсерваторія втратила фінансову підтримку. Місцем для нової обсерваторії обрали Кіль. У 1871 році завершили проєктування нової обсерваторії та землемірні роботи для її будівництва, і Петерс переїхав до Кіля разом зі своєю родиною. Будівельні роботи розпочалися навесні 1874 року. Після надзвичайно короткого та поспішного будівництва Кільська обсерваторія урочисто відкрилась в жовтні 1874 року.
Там обсерваторія працювала до 1941 року, поки її будівля не була зруйнована в результаті бомбардування.

## Обладнання
Обсерваторія Альтона мала меридіанний круг з апертурою 10,38 см (46 паризьких лінів по 2,2558 мм кожен) та екваторіальний телескоп Репсольда (рефрактор, побудований у 1865 році, з апертурою 11,7 см і фокусною відстанню 1,95 м), а також інші пристрої меншого розміру. Пізніше інструменти склали основу обладнання Кільської обсерваторії.